# Nintendo Software Technology
Nintendo Software Technology Corporation (ou NST) é uma desenvolvedora norte-americana de jogos eletrônicos situada dentro da sede principal da Nintendo of America em Redmond, Washington. A NST foi criada pela Nintendo como uma desenvolvedora first-party para criação de jogos especificamente para o mercado norte-americano, embora alguns de seus jogos tenham sido lançados em outros territórios como Europa e Japão. Embora a equipe de desenvolvimento esteja situada na América do Norte, a abordagem japonesa tradicional da Nintendo é aplicada no design de seus softwares. Os co-fundadores Claude Comair (co-fundador da DigiPen) e Scott Tsumura se aposentaram em 2002 e 2006, respectivamente. A NST é hoje liderada por Shigeki Yamashiro.
A Nintendo fez a decisão de transplantar vários membros de sua equipe de desenvolvimento do Japão para a América. A lista de membros inclui Shigeki Yamashiro, Masamichi Abe, Katsuhiko Kanno, e Colin Reed. A Nintendo Software Technology também recrutou vários veteranos de empresas como Rockstar, Electronic Arts, e Microsoft para complementar o talento de sua equipe.

## História
O estabelecimento ocorreu em 1998 através de uma colaboração com a universidade particular DigiPen Institute of Technology, também situada em Redmond. Os escritórios abriram com vários instrutores a nível de doutorado e alguns recém-formados da universidade trabalhando com vários designers e produtores da Nintendo of America. Seu primeiro jogo, Bionic Commando: Elite Forces, foi lançado para o Game Boy Color em 1999 como uma sequência ao jogo Bionic Commando da Capcom.
No decorrer dos anos, a NST trabalhou no desenvolvimento de vários jogos para consoles Nintendo como, por exemplo, a série Mario vs. Donkey Kong, Wave Race: Blue Storm, e Metroid Prime Hunters.
A NST começou o desenvolvimento do Project H.A.M.M.E.R. para o Wii, mas vários problemas o emperraram em "development hell". Boa parte do financiamento foi gasta em cutscenes logo no começo do projeto, e quando o projeto começou a ser deixado para trás os gerentes não queriam terminá-lo pois o capital já havia sido gasto. Os desenvolvedores norte-americanos sugeriram que o problema era a jogabilidade, mas os gerentes japoneses acreditavam que o problema estava nos cenários. A disputa, entre outros problemas, fez com que o projeto se arrastasse por alguns anos antes de ser completamente abandonado, tornando  grande parte da equipe redundante.
O campus principal da DigiPen era situado no mesmo prédio da NST até 2010.

### Lista de jogos
| Título                                                  | Ano  | Plataformas        | Diretores                                                 | Produtores                         |
| ------------------------------------------------------- | ---- | ------------------ | --------------------------------------------------------- | ---------------------------------- |
| Bionic Commando: Elite Forces                           | 1999 | Game Boy Color     | Josh Atkins                                               | Andrew Hieke Minoru Arakawa        |
| Ridge Racer 64                                          | 2000 | Nintendo 64        | Akila Redmer                                              | Andrew Hieke Minoru Arakawa        |
| Crystalis                                               | 2000 | Game Boy Color     | Josh Atkins                                               | Andrew Hieke                       |
| Pokémon Puzzle League                                   | 2000 | Nintendo 64        | Yukimi Shimura                                            | Takehiro Izushi                    |
| Wave Race: Blue Storm                                   | 2001 | GameCube           | Shigeki Yamashiro                                         | Shigeru Miyamoto Minoru Arakawa    |
| Nintendo Puzzle Collection (Panel de Pon)               | 2003 | GameCube           | Yukimi Shimura                                            | Andrew Hieke Takehiro Izushi       |
| The Legend of Zelda: Collector's Edition                | 2003 | GameCube           |                                                           | Shigeru Miyamoto                   |
| 1080° Avalanche                                         | 2003 | GameCube           | Vivek Melwani                                             | Shigeki Yamashiro Shigeru Miyamoto |
| Mario vs. Donkey Kong                                   | 2004 | Game Boy Advance   | Yukimi Shimura                                            | Shigeki Yamashiro Shigeru Miyamoto |
| Ridge Racer DS                                          | 2004 | Nintendo DS        | Vivek Melwani                                             | Shigeki Yamashiro                  |
| Metroid Prime: Hunters                                  | 2006 | Nintendo DS        | Masamichi Abe                                             | Shigeki Yamashiro Kensuke Tanabe   |
| Mario vs. Donkey Kong 2: March of the Minis             | 2006 | Nintendo DS        | Yukimi Shimura                                            | Shigeki Yamashiro Kensuke Tanabe   |
| Sin and Punishment (versão em inglês)                   | 2007 | Virtual Console    | Hideyuki Suganami Hiroto Alexander (tradutor para inglês) | Masato Maegawa Takehiro Izushi     |
| Super Smash Bros. Brawl (Masterpiece Mode)              | 2008 | Wii                | Masahiro Sakurai                                          | Kensuke Tanabe                     |
| Crosswords DS (co-desenvolvido com a Nuevo Retro Games) | 2008 | Nintendo DS        | Yukimi Shimura                                            | Shigeki Yamashiro Masao Yamamoto   |
| Mario vs. Donkey Kong: Minis March Again                | 2009 | DSiWare            | Yukimi Shimura                                            | Shigeki Yamashiro Kensuke Tanabe   |
| Aura-Aura Climber                                       | 2010 | DSiWare            | Masamichi Abe                                             | Yukimi Shimura                     |
| Mario vs. Donkey Kong: Mini-Land Mayhem!                | 2010 | Nintendo DS        | Yukimi Shimura                                            | Shigeki Yamashiro Kensuke Tanabe   |
| Crosswords Plus                                         | 2012 | Nintendo 3DS       | Stephen Mortimer                                          | Yukimi Shimura                     |
| Mario and Donkey Kong: Minis on the Move                | 2013 | Nintendo 3DS       | Stephen Mortimer                                          | Yukimi Shimura Kensuke Tanabe      |
| Mario vs. Donkey Kong: Tipping Stars                    | 2015 | Wii U Nintendo 3DS | Stephen Mortimer                                          | Akiya Sakamoto                     |
| Mini Mario & Friends: Amiibo Challenge                  | 2016 | Wii U Nintendo 3DS |                                                           |                                    |

### Lista de aplicativos
| Título                                          | Ano  | Plataformas              | Diretores       | Produtores        |
| ----------------------------------------------- | ---- | ------------------------ | --------------- | ----------------- |
| Emulador do Nintendo 64                         | 2006 | Virtual Console para Wii |                 |                   |
| BBC iPlayer Channel                             | 2009 | Wii                      |                 |                   |
| Mario Calculator and Clock                      | 2009 | DSiWare                  |                 | Shigeki Yamashiro |
| Animal Crossing Calculator and Clock            | 2009 | DSiWare                  |                 | Shigeki Yamashiro |
| Kirby TV Channel                                | 2011 | Wii                      |                 |                   |
| Wii U Chat (co-desenvolvido com a NERD e Vidyo) | 2012 | Wii U                    | Fumihiko Tamiya |                   |
| Wii Street U                                    | 2013 | Wii U                    | Toshiaki Suzuki | Keiichi Kawai     |

### Lista de jogos cancelados
| Título               | Plataformas | Diretores | Produtores |
| -------------------- | ----------- | --------- | ---------- |
| Project H.A.M.M.E.R. | Wii         |           |            |